# Ernest Brown (basket-ball)
Pour les articles homonymes, voir Ernest Brown et Brown.
Ernest Brown, né le 17 mai 1979, dans le Bronx, dans l'État de New York, est un joueur américain de basket-ball. Il évolue durant sa carrière au poste de pivot.

## Palmarès
- Champion NBA Development League 2003
- All-NBDL Second Team 2003